# Новодвур (Рицький повіт)
Новодвур (пол. Nowodwór) — село в Польщі, у гміні Новодвур Рицького повіту Люблінського воєводства.
Населення — 534 особи (2011).
У 1975-1998 роках село належало до Люблінського воєводства.
Тут народився Вацлав Налковський, батько Зофії Налковської.

## Демографія
Демографічна структура станом на 31 березня 2011 року:
|          | Загалом | Допрацездатний вік | Працездатний вік | Постпрацездатний вік |
| -------- | ------- | ------------------ | ---------------- | -------------------- |
| Чоловіки | 270     | 55                 | 193              | 22                   |
| Жінки    | 264     | 54                 | 156              | 54                   |
| Разом    | 534     | 109                | 349              | 76                   |